# Saffré
Saffré är en kommun i departementet Loire-Atlantique i regionen Pays de la Loire i nordvästra Frankrike. Kommunen ligger i kantonen Nozay som tillhör arrondissementet Châteaubriant. År 2022 hade Saffré 4 075 invånare.

## Befolkningsutveckling
Antalet invånare i kommunen Saffré
| Referens: INSEE |